# Habenaria microceras
Habenaria microceras là một loài thực vật thuộc họ Orchidaceae. Loài này có ở Cameroon và Guinea Xích Đạo. Môi trường sống tự nhiên của chúng là rừng khô nhiệt đới hoặc cận nhiệt đới.